# Lerista edwardsae
Lerista edwardsae — вид сцинкоподібних ящірок родини сцинкових (Scincidae). Ендемік Австралії.

## Опис
У Lerista edwardsae передні лапи відсутні, а на задніх лапах є по два пальці.

## Поширення і екологія
Lerista edwardsae широко поширені в прибережних районах на півдні Південної Австралії, зокрема на півострові Ейр. Вони живуть в сухих субтропічних лісах, зокрема в заростях Acacia papyrocarpa, в піщаному ґрунті під шаром опалого листя.